# Gerhard Pecl
Gerhard Pecl (* 17. April 1955) ist ein ehemaliger deutscher Fußballspieler.

## Karriere
Pecl spielte zehn Jahre für den Wuppertaler SV. Am letzten Spieltag der Saison 1974/75 absolvierte er beim 3:3-Unentschieden gegen den 1. FC Kaiserslautern sein einziges Bundesligaspiel, als er in der 75. Minute für Peter Redder eingewechselt wurde. Mit dem WSV stieg Gerd Pecl als Tabellenletzter aus der Bundesliga ab und spielte fortan in der 2. Bundesliga. Nach fünf Jahren und 122 Zweitligaeinsätzen musste er 1979/80 einen weiteren Abstieg hinnehmen. Mit den Wuppertalern ging er in die Oberliga Nordrhein. Trainer Rolf Müller, der den Abwehrmann noch aus WSV-Zeiten kannte, holte Pecl 1982 zum 1. FC Bocholt, mit dem er in der Saison 1983/84 Oberligameister wurde. 1984 wechselte Gerd Pecl zum Oberliga-Aufsteiger VfL Rhede, wo er seine Karriere ausklingen ließ.